# Photokina
photokina je največji mednarodni trgovski sejem za fotografsko in reprografsko industrijo s podnaslovom world of imaging (svet upodabljanja). Prva photokina je bila leta 1950 v Kölnu na pobudo predsednika Fotografskega združenja (Fotoverband) Bruna Uhla, sedaj pa je vsaki dve leti septembra na sejemskem in razstavnem središču koelnmesse. Veliko fotografskih in reprografskih podjetij predstavlja in prikazuje svoje najboljše fotografske izdelke na photokini ali pa na shodu in trgovskem sejmu PMA vsako leto februarja ali marca v Las Vegasu.
Da bi prikazal pomembnost trgovskega sejma, je ameriški predsednik Dwight David Eisenhower poslal pozdravni telegram, ki je označeval začetek photokine 1956. Photokina 2008 je bila do tedaj največja. Izvedli so jo na posodobljenem sejmišču v kölnskem notranjem mestnem predelu Deutz. Na njej je razstavljalo 1.579 razstavljalcev iz 46 držav, obiskalo pa jo je več kot 169.000 obiskovalcev iz 161 držav.
Photokina 2010 se je odvijala med 21. in 26. septembrom. Razstavljalo je 1.251 dobaviteljev iz 45 držav, obiskalo pa jo je 180.000 obiskovalcev iz 160 držav.
Photokina 2012 bo potekala med 18. in 23. septembrom 2012.